# Fritz Brun
Fritz Brun (Lucerna, 18 agosto 1878 – Grosshöchstetten, 29 novembre 1959) è stato un compositore e direttore d'orchestra svizzero.

## Biografia
Fu uno degli studenti di Franz Wüllner al tempo in cui frequentava il conservatorio di Colonia, studiò piano nelle maggiori città europee (Berlino e Londra) sino al 1902, nello stesso anno, nel mese di ottobre insegnò pianoforte presso il conservatorio di Dortmund. Divenne in seguito un insegnante di pianoforte a Berna. Ebbe come maestro anche Peter Fassbaender
Alcuni anni dopo divenne il direttore della Bern Music Society Nel 1912 sposò Hanna Rosenmund da cui ebbe tre figli. Compose dieci sinfonie.